# 조제프 조아노비치

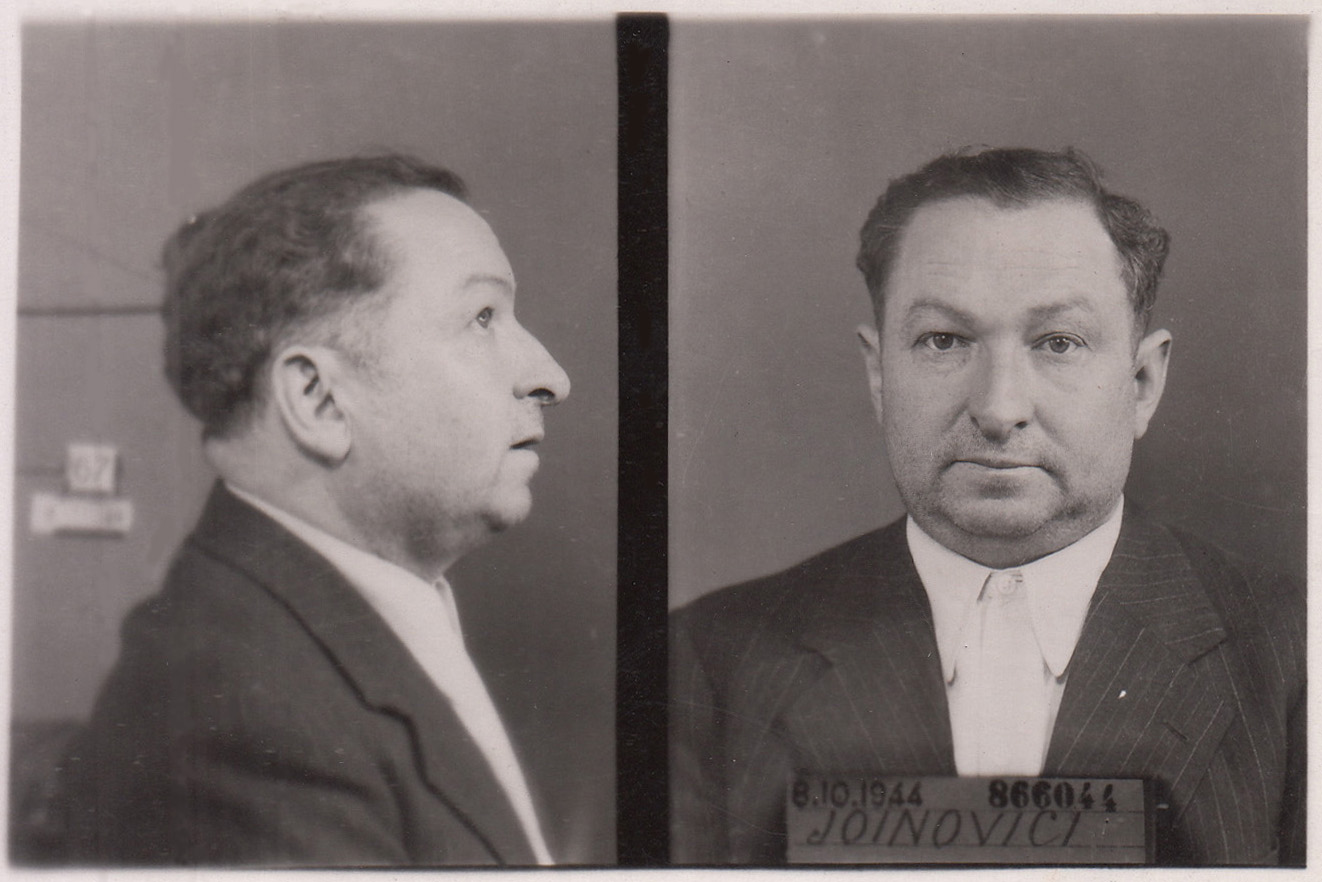

조제프 조아노비치(Joseph Joanovici: 1905년 2월 20일, 키시너우 출생 - 1965년 2월 7일, 프랑스 클리시에서 사망)는 프랑스로 이주한 루마니아 출신의 유대인으로, 제2차 세계대전 중에 친독협력과 프랑스 레지스탕스 활동이라는 이중적 행동을 한 인물이다. 뿐만 아니라, 그는 소련의 스파이였을 가능성도 있다.
전쟁이 끝난 직후, 조아노비치는 프랑스 정부로부터 공로를 인정받아 훈장을 수여받지만, 그의 친독행위가 알려짐에 따라 재판을 받고 징역형을 받았다. 그 후 그는 프랑스에서 추방되어 떠돌아 다니다가, 1965년 클리시에서 병환으로 사망한다.

## 생애
조제프 조아노비치는 1905년 2월 20일에 루마니아(당시에는 제정 러시아가 지배) 키시너우에서 출생했다. 조아노비치에 따르면 그의 부모들은 빈번하게 자행됐던 유대인 박해 중에 살해되었다고 한다.
그는 1925년에 루마니아를 떠나 프랑스로 이주, 파리 북서쪽 클리시에 정착한다. 고철업에 종사한 조아노비치는 제대로 교육을 받지 못한 문맹이었음에도 불구하고, 뛰어난 수완과 능력으로 업계에서 두각을 나타낸다. 그가 프랑스에서 자리를 잡게 될 즈음, 유럽 전역은 제2차 세계대전의 소용돌이에 휩쓸리게 되는데, 전쟁에서 패배한 프랑스는 독일에게 항복(1940년)하고 만다. 독일군이 파리를 점령하고 거리를 활보하게 되자, 이 유대인 고철상은 자신이 매우 위험한 상황에 처해 있다는 것을 알아차리고, 그를 보호해 줄 수 있는 사람들을 찾는다.
당시 독일은 전쟁에 있어 반드시 필요한 자원인 금속의 원활한 수급을 위하여 많은 노력을 기울이고 있었다. 이에 조아노비치는 나치에게 중요 고철들을 납품함으로써 관계자들에게 자신이 독일에게 있어 반드시 필요한 존재임을 인식시키는데 성공한다. 또한 그는 독일과의 거래에서 벌어들인 엄청난 부를 독일군 고위 장교 및 상류 사회의 인사들과의 교류에 아낌없이 사용한다. 결국 조아노비치는 그 자신이 유대인이면서 게슈타포 신분증까지 획득할 수 있었다.
반면에 그는 독일로부터 프랑스를 해방시키기 위해 활동한 레지스탕스들을 후원하기도 했다. 조아노비치의 레지스탕스 참여는 상당히 이른 시기라고 할 수 있는 1941년 7월 이전으로, 이때는 독일의 패배를 예측(즉, 미국의 참전) 할 수 없었던 시점이다. 그는 레지스탕스 조직에게 활동자금을 지원하고, 탈주자나 탈옥자들을 해외로 도피시키는 한편, 파면된 경찰들을 고용했다. 전쟁 말기에는 파리 경시청의 경찰들로 구성된 레지스탕스 조직 ‘명예와 경찰’(Honneur de la Police)에 대대적인 재정적 지원을 했으며, 그와 가까운 사이였던 프랑스 게슈타포의 두 거두, 피에르 보니(Pierre Bonny)와 헨리 라퐁(Henri Lafont)을 밀고하여 그들을 체포(1944년 8월 31일)하는데 결정적인 역할을 했다. 전쟁이 끝나자 조아노비치는 프랑스 정부로부터 레지스탕스로 인정받고 훈장을 수여받는다.
하지만 조아노비치의 성공은 프랑스 내무부 소속의 정보기관 ‘DST’(Direction de la surveillance du territoire: 국토감시국)에서 그의 반국가적 친독행위에 대한 조사를 착수하면서 막을 내리게 된다. 조아노비치는 이미 몇 차례 친독혐의를 받았으나 파리 경시청의 도움으로 석방되곤 했다. 하지만 DST에서 조아노비치와 경찰 기관의 유착관계를 파헤쳐 내자, 그는 결국 해외로 도피(1947년 3월 5일)한다.
조제프 조아노비치가 프랑스로 되돌아 온 것은 1947년 11월 26일으로, 그는 DST에게 체포되는 것을 피하고자 경시청으로 자진 출두한다. 오랜 조사 끝에 조아노비치의 반국가 친독행위에 대한 재판이 1949년에 열린다. 그의 대한 증언은 매우 상반되었다. 결국 프랑스 재판정에서는 조아노비치의 친독행위를 인정하고 징역 5년형에 처한다.
1952년, 조아노비치는 건강상의 이유로 조기 출소되지만, 프랑스 정부에서는 그에게 추방령을 내린다. 그 후로 조아노비치는 떠돌이 신세가 된다. 그 어떤 나라에서도 그를 받아들이지 않았으며, 당연한 결과지만 유대인의 국가 이스라엘에서도 그를 거부한다. 조제프 조아노비치는 프랑스에서 처음 정착했던 클리시에서 1965년에 병환으로 사망했다.

## 조제프 조아노비치를 주제로 한 작품들
1, 서적
- 《L'étrange Monsieur Joseph》(이방인 조제프씨), 알퐁스 보다르(Alphonse Boudard), Robert Laffont, Paris, 1998.
- 《L'affaire Joinovici : collaborateur, résistant... et bouc émissaire》(조제프의 사업: 친독협력, 레지스탕스... 그리고 속죄양), 앙드레 골드슈미트(André Goldschmidt), Toulouse, Privat, 2002.

2. 교양만화
- 《Il etait une fois en France 1-4》(그때 프랑스는 그랬다), 파비앙 뉘리(Fabien Nury), 실뱅 발레(Sylvain Vallée), Glénat, 2007-2010.

3. 영화
- 《L'étrange Monsieur Joseph》(이방인 조제프씨), 조제 다이앙(Josée Dayan) 감독, 2001.

## 번역 및 작성
- 해바라기 프로젝트, 정치역사팀, Lee Ha-Kyu.